# Simon Richter
Simon Richter (Frederiksberg, 16 gennaio 1985) è un calciatore danese naturalizzato gambiano, difensore del Taarnby.

## Biografia
Figlio di un uomo gambiano e di una donna danese, Simon è il fratello gemello di Jonathan, anche lui calciatore.

## Carriera

### Club
Formatosi nel Rosenhøj e nel Brøndby esordisce nella Superligaen con la maglia del Nordsjælland, con cui gioca sino al 2009 ottenendo 43 presenze nel massimo campionato danese ed ottenendo come miglior piazzamento il quinto posto finale nella stagione 2006-2007.
Terminata l'esperienza al Nordsjælland nel 2010 viene ingaggiato dall'AB che lascerà nel corso dello stesso anno per giocare nel Fremad Amager.
Torna a giocare in Superligaen nella stagione 2011-2012 con il Køge, retrocedendo però in cadetteria a causa dell'ultimo posto ottenuto.
Nel 2014 viene ingaggiato dal Roskilde, squadra militante nella cadetteria danese.

### Nazionale
Nel 2017 viene convocato nella nazionale gambiana, Paese d'origine del padre.

## Statistiche

### Cronologia presenze e reti in nazionale
| Cronologia completa delle presenze e delle reti in nazionale ― Gambia | Cronologia completa delle presenze e delle reti in nazionale ― Gambia | Cronologia completa delle presenze e delle reti in nazionale ― Gambia | Cronologia completa delle presenze e delle reti in nazionale ― Gambia | Cronologia completa delle presenze e delle reti in nazionale ― Gambia | Cronologia completa delle presenze e delle reti in nazionale ― Gambia | Cronologia completa delle presenze e delle reti in nazionale ― Gambia | Cronologia completa delle presenze e delle reti in nazionale ― Gambia |
| Data                                                                  | Città                                                                 | In casa                                                               | Risultato                                                             | Ospiti                                                                | Competizione                                                          | Reti                                                                  | Note                                                                  |
| --------------------------------------------------------------------- | --------------------------------------------------------------------- | --------------------------------------------------------------------- | --------------------------------------------------------------------- | --------------------------------------------------------------------- | --------------------------------------------------------------------- | --------------------------------------------------------------------- | --------------------------------------------------------------------- |
| 27-3-2017                                                             | Bangui                                                                | Rep. Centrafricana                                                    | 1 – 2                                                                 | Gambia                                                                | Amichevole                                                            | -                                                                     | 81’                                                                   |
| 23-3-2018                                                             | Bakau                                                                 | Gambia                                                                | 1 – 1                                                                 | Rep. Centrafricana                                                    | Amichevole                                                            | -                                                                     | 53’                                                                   |
| 8-9-2018                                                              | Bakau                                                                 | Gambia                                                                | 1 – 1                                                                 | Algeria                                                               | Qual. Coppa d'Africa 2019                                             | -                                                                     |                                                                       |
| 12-10-2018                                                            | Lomé                                                                  | Togo                                                                  | 1 – 1                                                                 | Gambia                                                                | Qual. Coppa d'Africa 2019                                             | -                                                                     | 46’                                                                   |
| 16-10-2018                                                            | Bakau                                                                 | Gambia                                                                | 0 – 1                                                                 | Togo                                                                  | Qual. Coppa d'Africa 2019                                             | -                                                                     |                                                                       |
| 17-11-2018                                                            | Bakau                                                                 | Gambia                                                                | 3 – 1                                                                 | Benin                                                                 | Qual. Coppa d'Africa 2019                                             | -                                                                     |                                                                       |
| 22-3-2019                                                             | Blida                                                                 | Algeria                                                               | 1 – 1                                                                 | Gambia                                                                | Qual. Coppa d'Africa 2019                                             | -                                                                     |                                                                       |
| 6-9-2019                                                              | Bakau                                                                 | Gambia                                                                | 0 – 1                                                                 | Angola                                                                | Qual. Mondiali 2022                                                   | -                                                                     | 34’ 65’                                                               |
| Totale                                                                |                                                                       | Presenze                                                              | 8                                                                     |                                                                       | Reti                                                                  | 0                                                                     |                                                                       |